# Xã Karthaus, Quận Clearfield, Pennsylvania
Xã Karthaus (tiếng Anh: Karthaus Township) là một xã thuộc quận Clearfield, tiểu bang Pennsylvania, Hoa Kỳ. Năm 2010, dân số của xã này là 811 người.